# Gazbia Sirry
Gazbia Sirry (in arabo جاذبية سري‎?); Il Cairo, 11 ottobre 1925 – Il Cairo, 10 novembre 2021) è stata una pittrice e artista egiziana di origine turca.

## Biografia
Sirry nacque al Cairo nel 1925, da una famiglia aristocratica turca. Studiò arte all' Istituto Superiore di Belle Arti e insegnò sia nel dipartimento di pittura della Facoltà di Educazione Artistica dell'Università di Helwan che all'Università Americana del Cairo. Presentò oltre 50 mostre personali e le sue opere furono acquistate in molti dei musei più prestigiosi del mondo.

## Premi
Tra i premi più prestigiosi: 
- 2000: Premio al merito di Stato, Egitto.
- 1990: Premio al Design dell'Opera del Cairo, Egitto.
- 1698: Quarto Gran Premio di Arte Contemporanea alla Mostra Internazionale di Monaco.
- 1956: Premio onorario per la pittura ad olio alla Biennale di Venezia.